# Culex richardgarciai
Culex richardgarciai är en tvåvingeart som beskrevs av Jeffery, Oothuman och Rudnick 1987. Culex richardgarciai ingår i släktet Culex och familjen stickmyggor. Inga underarter finns listade i Catalogue of Life.